# Machimus chinensis
Machimus chinensis là một loài ruồi trong họ Asilidae. Machimus chinensis được Ricardo miêu tả năm 1919. Loài này phân bố ở miền Ấn Độ - Mã Lai.